# أنينغوان (أسطورة)

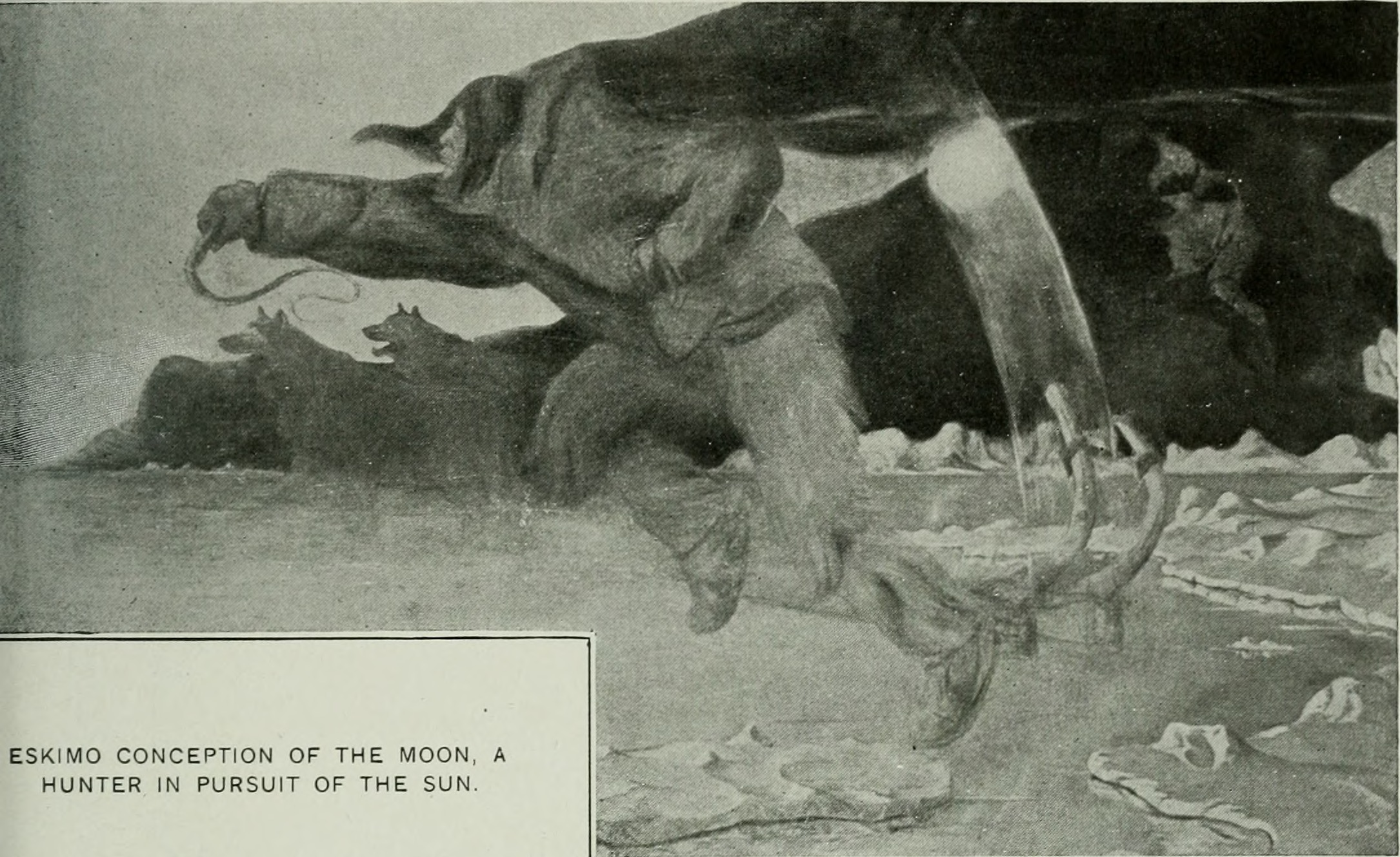
صورة توضح إله القمر لدى الإسكيمو وهو يطارد الشمس

أنينغوان (بالإنجليزية: Aningan)‏ في ميثولوجيا الأسكيمو هو رب القمر بين شعب إنويت في غرينلاند. في ألاسكا يسمى إيغالوك lgaluk.